# Ḩājjī Ḩasan-e Khāleşeh
Ḩājjī Ḩasan-e Khāleşeh (persiska: حاجّی حَسَنِ خالِصِه, حاجّی حسن خالصه) är en ort i Iran.   Den ligger i provinsen Västazarbaijan, i den nordvästra delen av landet, 500 km väster om huvudstaden Teheran. Ḩājjī Ḩasan-e Khāleşeh ligger 1 282 meter över havet och antalet invånare är 571.
Terrängen runt Ḩājjī Ḩasan-e Khāleşeh är mycket platt.Runt Ḩājjī Ḩasan-e Khāleşeh är det tätbefolkat, med 297 invånare per kvadratkilometer. Närmaste större samhälle är Mīāndoāb, 17,1 km sydost om Ḩājjī Ḩasan-e Khāleşeh. Trakten runt Ḩājjī Ḩasan-e Khāleşeh består till största delen av jordbruksmark.